# Najwyższa stawka (serial telewizyjny)
Najwyższa stawka (hangul: 대박, hancha: 大撲 MOCT: Daebak) – południowokoreański serial telewizyjny emitowany na antenie SBS. Serial był emitowany od 28 marca do 14 czerwca 2016 roku, liczy 24 odcinki. Serial emitowany był w poniedziałki i wtorki o 22:00. Główne role odgrywają w nim Jang Keun-suk, Yeo Jin-goo, Jun Kwang-ryul, Choi Min-soo, Yoon Jin-seo, Lim Ji-yeon oraz Hyun Woo.
Akcja serialu osadzona jest w ostatnich latach panowania króla Sukjonga, gdy scena polityczna podzieliła się na dwa obozy wspierające potencjalnych kandydatów na następcę tronu.
Serial jest dostępny z napisami w języku polskim za pośrednictwem platformy Viki, pod tytułem Najwyższa stawka.

## Obsada

### Główna
- Jang Keun-suk jako Baek Dae-gil
- Yeo Jin-goo as Yeon Ying-gun (późniejszy król Yeongjo)
- Jun Kwang-ryul jako Lee In-jwa
- Choi Min-soo jako król Sukjong
- Yoon Jin-seo jako Choe Suk-bin
- Lim Ji-yeon jako Dam-seo
- Hyun Woo jako Yoon (król Gyeongjong)

### W pozostałych rolach
- Im Hyun-sik jako Nam Dokkebi
- Ahn Gil-kang jako Kim Che-gun
- Song Jong-ho jako Kim Yi-soo
- Ji Il-joo jako Moo-myung
- Han Jung-soo jako Hwang Jin-gi
- Han Ki-woong jako Sa Woon
- Han Ki-won jako Sa Mo
- Oh Yeon-ah jako Jang Ok-jung
- Yoon Ji-hye jako Hong-mae
- Lee Moon-sik jako Baek Man-geum
- Jeon Soo-jin jako Hwanggoo Mom
- Kim Yoo-chul jako Daegari
- Jun Jae-hyung jako Gamoolchi
- Baek Seung-hyeon jako Jang Hee-jae (brat Jang Ok-jung)
- Heo Tae-hee jako Sang-gil
- Lee Ga-hyun jako Hwa-jin
- Cha Soon-bae jako Jo Tae-gu
- Na Jae-woong jako Choi Seok-hang
- Kim Ga-eun jako Gye Sul-im
- Kim Sung-oh jako Gaejakdoo z Hwanghae-do
- Hong Ah-reum jako Yeon Hwa

## Oglądalność
| No. | Data emisji | Oglądalność | Oglądalność |
| No. | Data emisji | TNmS        | AGB Nielsen |
| --- | ----------- | ----------- | ----------- |
| 1   | 2016.03.28  | 9,5%        | 11,8%       |
| 2   | 2016.03.29  | 9,9%        | 12,2%       |
| 3   | 2016.04.04  | 9,1%        | 11,6%       |
| 4   | 2016.04.05  | 8,9%        | 9,5%        |
| 5   | 2016.04.11  | 8,6%        | 9,2%        |
| 6   | 2016.04.12  | 8,0%        | 8,4%        |
| 7   | 2016.04.18  | 8,1%        | 9,1%        |
| 8   | 2016.04.19  | 7,7%        | 8,7%        |
| 9   | 2016.04.25  | 8,2%        | 8,0%        |
| 10  | 2016.04.26  | 8,1%        | 8,9%        |
| 11  | 2016.05.02  | 8,3%        | 8,9%        |
| 12  | 2016.05.03  | 8,8%        | 9,2%        |
| 13  | 2016.05.09  | 8,5%        | 8,7%        |
| 14  | 2016.05.10  | 8,6%        | 8,4%        |
| 15  | 2016.05.16  | 8,1%        | 8,4%        |
| 16  | 2016.05.17  | 8,0%        | 9,6%        |
| 17  | 2016.05.23  | 7,5%        | 9,5%        |
| 18  | 2016.05.24  | 7,6%        | 8,5%        |
| 19  | 2016.05.30  | 7,6%        | 7,7%        |
| 20  | 2016.05.31  | 6,8%        | 8,1%        |
| 21  | 2016.06.06  | 8,6%        | 10,3%       |
| 22  | 2016.06.07  | 8,9%        | 9,9%        |
| 23  | 2016.06.13  | 8,6%        | 9,2%        |
| 24  | 2016.06.14  | 9,0%        | 10,0%       |

## Nagrody i nominacje
| Rok  | Nagroda             | Kategoria                                                      | Wynik     |
| ---- | ------------------- | -------------------------------------------------------------- | --------- |
| 2016 | 5. APAN Star Awards | Top Excellence Award, Actor in a Serial Drama (Choi Min-soo)   | Nominacja |
| 2016 | 5. APAN Star Awards | Excellence Award, Actor in a Serial Drama (Jang Keun-suk)      | Nominacja |
| 2016 | SBS Drama Awards    | Wielka nagroda (Daesang) (Jang Keun-suk)                       | Nominacja |
| 2016 | SBS Drama Awards    | Top Excellence Award, Actor in a Serial Drama (Jang Keun-suk)  | Wygrana   |
| 2016 | SBS Drama Awards    | Top Excellence Award, Actor in a Serial Drama (Choi Min-soo)   | Nominacja |
| 2016 | SBS Drama Awards    | Top Excellence Award, Actress in a Serial Drama (Yoon Jin-seo) | Nominacja |
| 2016 | SBS Drama Awards    | Excellence Award, Actor in a Serial Drama (Yeo Jin-goo)        | Wygrana   |
| 2016 | SBS Drama Awards    | Najlepsza para (Jang Keun-suk i Yeo Jin-goo)                   | Nominacja |
| 2016 | SBS Drama Awards    | Top 10 Stars Award (Jang Keun-suk)                             | Wygrana   |
| 2016 | SBS Drama Awards    | Idol Academy Award – Best "Drudge" (Jang Keun-suk)             | Nominacja |
| 2016 | SBS Drama Awards    | Idol Academy Award – Best Eating (Jun Kwang-ryul)              | Nominacja |